# Kemmel

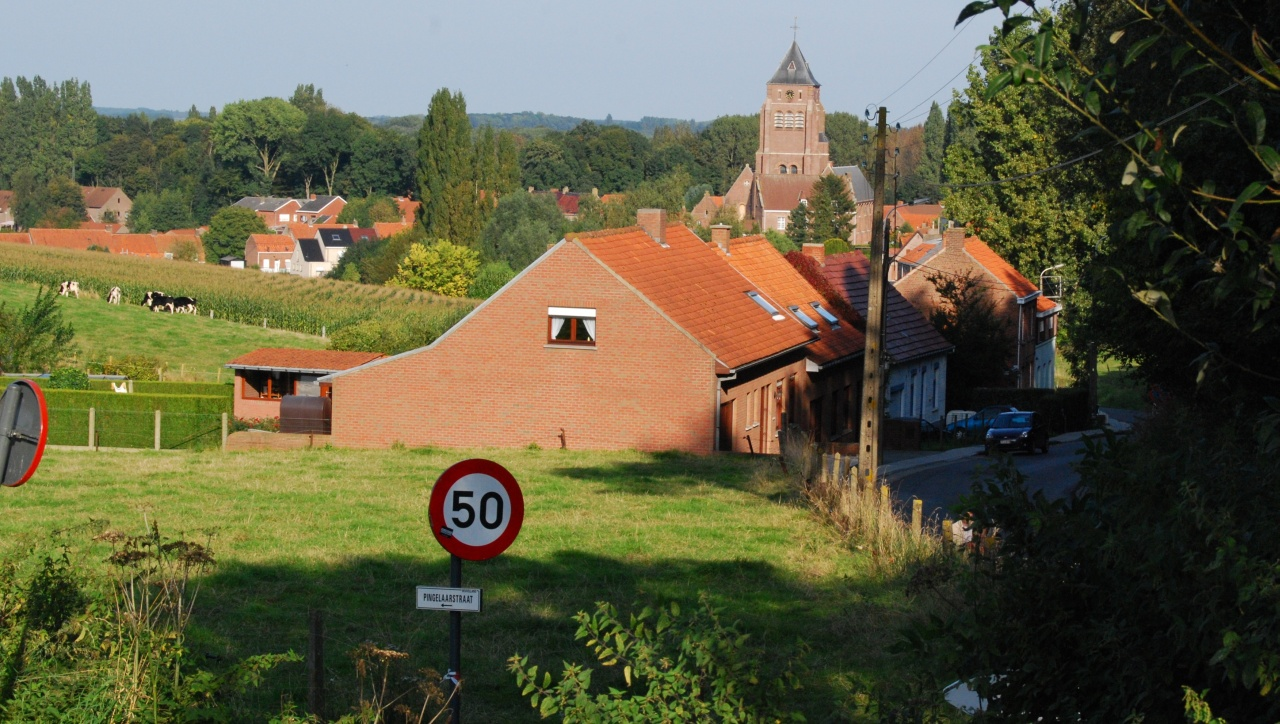
Blick auf Kemmel (2008)

Kemmel ist ein kleines Dorf in der Gemeinde Heuvelland (Provinz Westflandern) in Belgien.
Während des Ersten Weltkrieges wurde der Ort schwer zerstört. Der 1,5 km südwestlich des Dorfes gelegene Kemmelberg war ein militärstrategisch wichtiger Punkt und entsprechend heftig umkämpft. Während der Vierten Flandernschlacht ab 7. April 1918 nahmen am 25. April deutsche Truppen die Reste des Dorfes und den Kemmelberg ein.
Im Deutschen Reich wurden daher in späteren Jahren zeitweise Straßen (z. B. Kemmel-Privatweg) und Kasernen nach Kemmel benannt.